# Daïras de la wilaya de Djelfa
La wilaya de Djelfa est composée de douze daïras (circonscriptions administratives), chacune comprenant plusieurs communes, pour un total de trente six communes.

-. Aïn El Ibel
- II. Aïn Oussara
- III. Birine
- IV. Charef
-. Dar Chioukh
-. Djelfa
- VII. El Idrissia
-. Faidh El Botma
-. Had-Sahary
-. Hassi Bahbah
-. Messaad
- XII. Sidi Ladjel

Daïras de la wilaya de Djelfa :
- I. Aïn El Ibel
- II. Aïn Oussara
- III. Birine
- IV. Charef
- V. Dar Chioukh
- VI. Djelfa
- VII. El Idrissia
- VIII. Faidh El Botma
- IX. Had-Sahary
- X. Hassi Bahbah
- XI. Messaad
- XII. Sidi Ladjel

| Daïra          | Nombre de communes | Communes                                          | Superficie (en km², nc = non connue) | Population (hab.) |
| -------------- | ------------------ | ------------------------------------------------- | ------------------------------------ | ----------------- |
| Djelfa         | 1                  | Djelfa                                            | nc                                   |                   |
| Aïn El Ibel    | 4                  | Aïn El Ibel, Moudjebara, Tadmit, Zaccar           | nc                                   |                   |
| Aïn Oussara    | 2                  | Aïn Oussara, Guernini                             | nc                                   |                   |
| Birine         | 2                  | Birine, Benhar                                    | nc                                   |                   |
| Charef         | 3                  | Charef, El Guedid, Beni Yagoub                    | nc                                   | 22 719            |
| Dar Chioukh    | 3                  | Dar Chioukh, M'Liliha, Sidi Baizid                | nc                                   |                   |
| El Idrissia    | 3                  | El Idrissia, Douis, Aïn Chouhada                  | nc                                   |                   |
| Faidh El Botma | 3                  | Faidh El Botma, Amourah, Oum Laadham              | nc                                   |                   |
| Had-Sahary     | 3                  | Had-Sahary, Bouira Lahdab, Aïn Feka               | nc                                   |                   |
| Hassi Bahbah   | 4                  | Hassi Bahbah, Zaafrane, Hassi El Euch, Aïn Maabed | nc                                   |                   |
| Messaad        | 5                  | Messaad, Deldoul, Selmana, Sed Rahal, Guettara    | nc                                   |                   |
| Sidi Ladjel    | 3                  | Sidi Ladjel, El Khemis, Hassi Fedoul              | nc                                   |                   |